# И-16
И-16 (ЦКБ-12) «истребитель шестнадцатый» (в просторечии — «Ишак», «Ишачок») — советский одномоторный истребитель-моноплан 1930-х годов, созданный в бригаде Николая Николаевича Поликарпова конструкторского бюро ОГПУ. Первый в мире поточно производимый истребитель-моноплан с убирающимся в полёте шасси. Самый многочисленный истребитель межвоенного времени в мире: уже к началу Второй мировой войны построено более шести тысяч И-16.
Самолёт имел деревянную конструкцию с обшивкой, выклеенную из шпона и полотна. Основной истребитель ВВС РККА с 1936 и до начала 1942 года.

## История создания
Разработка И-16 инициативно начата специалистами бригады № 2 ЦКБ-39, начальником которой был Николай Николаевич Поликарпов. Эскизный проект скоростного истребителя-моноплана выполнен в 1932 году, в самом конце Первой пятилетки. В середине 1933 года, в связи с трудностями в доводке И-14 (АНТ-31) П. О. Сухого, руководство ВВС обращает внимание на инициативный проект скоростного истребителя-моноплана бригады Поликарпова, которому дан шифр ЦКБ-12.
Первый полёт на прототипе был выполнен 30 декабря 1933 года лётчиком-испытателем Государственного авиационного завода № 39 (ГАЗ № 39) Валерием Чкаловым.
Руководство ВВС отдало предпочтение ЦКБ-12 Поликарпова как более дешёвому и технологичному (деревянно-металлическая, т. н. смешанная конструкция против цельнометаллической И-14) при несколько более высоких лётных характеристиках, перспективах доводки и освоения в производстве.
На государственных испытаниях в феврале 1934 года два прототипа поднимали в воздух лётчики-испытатели Владимир Коккинаки и Василий Степанчонок, которые дали нелестные отзывы о самолёте. После ознакомления с докладом лётчиков-испытателей Юмашева и Чернавского, командующий ВВС Алкснис приказал летать на самолёте И-16 только наиболее опытным лётчикам.
1 и 2 марта пилотируемый Валерием Чкаловым самолёт И-16 проходил испытания на штопор.
После эксплуатационных испытаний в Крыму с базированием на аэродром в Каче, новейший истребитель был продемонстрирован широкой публике на Первомайском параде в Москве в полёте над Красной площадью.
В 1935 году демонстрировался на Международной авиационной выставке в Италии в Милане.
В конце 1936 года истребители начали поступать в Испанию, где шла гражданская война. Самолёты поставлялись в рамках оплачиваемой правительством Испанской республики международной военной помощи.
Продолжением конструкторских идей, реализованных в истребителе И-16, стал опытный самолёт И-180. В первом же испытательном полёте на прототипе И-180 погиб Валерий Чкалов, в одном из последующих — лётчик-испытатель Томас Сузи.

## Производство
Все 50 самолётов И-16 установочной серии собирались на Московском авиационном заводе № 39 имени В. Р. Менжинского, с серийными номерами 123901—123950 (где 12 — ЦКБ-12, 39 — завод № 39). В 1935 и 1936 годах построили ещё по четыре опытных самолёта для бригады Поликарпова (номера 123951—123958).
Серийное производство И-16 велось в основном на ведущем для проекта И-16 заводе № 21 в Горьком (с 1935 по 1941 год). И-16 строились в Новосибирске на заводе № 153 (с 1937 до середины 1941 года) и в Ростове-на-Дону на заводе № 458 (с 1941 до начала 1942 года).
| Производитель                   | Тип        | 1934 | 1935 | 1936 | 1937 | 1938 | 1939 | 1940 | 1941 | 1942 | Всего |
| ------------------------------- | ---------- | ---- | ---- | ---- | ---- | ---- | ---- | ---- | ---- | ---- | ----- |
| № 39 им. Менжинского (Москва)   | 4          | 50   |      |      |      |      |      |      |      |      | 50    |
| № 39 им. Менжинского (Москва)   | Прочие     |      | 4    | 4    |      |      |      |      |      |      | 8     |
| № 21 им. Орджоникидзе (Горький) | 4          | 41   | 464  |      |      |      |      |      |      |      | 505   |
| № 21 им. Орджоникидзе (Горький) | 5          |      |      | 861  | 1665 | 169  |      |      |      |      | 2695  |
| № 21 им. Орджоникидзе (Горький) | 10         |      |      |      |      | 508  | 426  |      |      |      | 934   |
| № 21 им. Орджоникидзе (Горький) | 12         |      |      |      | 10   | 12   |      |      |      |      | 22    |
| № 21 им. Орджоникидзе (Горький) | 17         |      |      |      |      | 27   | 314  |      |      |      | 341   |
| № 21 им. Орджоникидзе (Горький) | 18         |      |      |      |      |      | 177  | 760  |      |      | 1092  |
| № 21 им. Орджоникидзе (Горький) | 24         |      |      |      |      |      | 155  | 760  |      |      | 1092  |
| № 21 им. Орджоникидзе (Горький) | 27         |      |      |      |      |      | 59   | 277  |      |      | 352   |
| № 21 им. Орджоникидзе (Горький) | 28         |      |      |      |      |      | 16   | 277  |      |      | 352   |
| № 21 им. Орджоникидзе (Горький) | 29         |      |      |      |      |      |      | 570  | 80   |      | 650   |
| № 21 им. Орджоникидзе (Горький) | Прочие     |      |      | 14   |      | 2    |      |      |      |      | 16    |
| № 21 им. Орджоникидзе (Горький) | 8 (УТ-2)   |      | 1*   | 2    |      |      |      |      |      |      | 3     |
| № 21 им. Орджоникидзе (Горький) | 11 (УТИ-3) |      | 1**  |      |      |      |      |      |      |      | 1     |
| № 21 им. Орджоникидзе (Горький) | 14 (УТИ-2) |      | 20   | 25   |      |      |      |      |      |      | 45    |
| № 21 им. Орджоникидзе (Горький) | 15 (УТИ-4) |      |      |      | 206  | 352  | 424  | 600  | 256  |      | 1838  |
| № 21 им. Орджоникидзе (Горький) | Всего      | 41   | 486  | 902  | 1881 | 1070 | 1571 | 2207 | 336  |      | 8494  |
| № 153 (Новосибирск)             | 5          |      |      |      | 6    | 105  | 53   |      |      |      | 164   |
| № 153 (Новосибирск)             | 18 и 24    |      |      |      |      |      | 211  |      |      |      | 211   |
| № 153 (Новосибирск)             | 24         |      |      |      |      |      |      |      | 19   |      | 19    |
| № 153 (Новосибирск)             | 15 (УТИ-4) |      |      |      |      |      |      | 503  | 404  |      | 907   |
| № 153 (Новосибирск)             | Всего      |      |      |      | 6    | 105  | 264  | 503  | 423  |      | 1301  |
| № 458 (Ростов-на-Дону)          | 15 (УТИ-4) |      |      |      |      |      |      |      | 310  |      | 310   |
| № 458 (Баку)                    | 15 (УТИ-4) |      |      |      |      |      |      |      | 46   | 83   | 129   |
| Итого                           | Итого      | 91   | 490  | 906  | 1887 | 1175 | 1835 | 2710 | 1115 | 83   | 10292 |

*№ 8211 — тип 8, завод № 21, 1-я машина. Опытный самолёт. Облетан в мае 1935 года. Прототип учебно-тренировочных самолётов на основе И-16.
**№ 11211 — тип 11, завод № 21, 1-я машина. Опытный учебно-тренировочный самолёт с опытным мотором М-58.
Весной 1935 года на заводе № 39 построили пять невооружённых самолётов для пилотажной группы «Красная пятёрка».
| Производитель       | Тип   | 1  | 2  | 3 | 4 | 5 | 6 | Всего |
| ------------------- | ----- | -- | -- | - | - | - | - | ----- |
| № 21 (Горький)      | 29    | 56 | 23 | 1 |   |   |   | 80    |
| № 153 (Новосибирск) | 24    | 15 |    |   | 3 |   | 1 | 19    |
| Всего               | Всего | 71 | 23 | 1 | 3 | 0 | 1 | 99    |

Завод № 21 за три месяца 1941 года построил ещё 256 УТИ-4; завод № 153 за первые пять месяцев 1941 года сдал 289 таких самолётов и последние 115 в июне. С марта 1941 года к производству УТИ-4 подключился завод № 458: к июню сдав ВВС 72 УТИ-4 и ещё 238 до эвакуации в Баку в октябре 1941 года и 46 в Баку, всего — 310 УТИ-4 и УТИ-4Б. После завершения производства И-16 все эти заводы стали строить истребители ЛаГГ.
Наконец, в Урумчи (провинция Синьцзян в Китае, совместно управляемая правительствами СССР и Гоминьдана) был построен завод № 600 для сборки И-16 из комплектов. В апреле 1941 года на складе находилось 143 самолёта. До 1 сентября в Алма-Ату улетели 111 И-16 тип 24, один из которых разбился в горах. До конца 1941 года последние 30 И-16 и 2 УТИ-4 перелетели в Алма-Ату. В 1941 году ВВС РККА приняли всего 239 И-16 (99 от заводов № 21 и № 153 и 140 от завода № 600).
В производстве И-16 разработана система обозначений, которая в основном соблюдалась:
- первая цифра или две, иногда с буквой, обозначали производственную серию (обычно номер типа самолёта, освоенного ведущим заводом № 21), № 2, 4, 5, 6, 8 (УТИ-2), 10, 12 (ЦКБ-12), 15 (УТИ-4), 16, 17, 18, 21, 24П (с подвесными баками), 24Р (с ракетным оружием), 27, 28, 29.
- следующие цифры — номер завода: 21, 39, 153, 458, 600 (Китай).
- последние две—три цифры (с 01 или 001) — порядковый номер самолёта в серии.

В эксплуатационной документации тех лет заводской тип, например, «И-16 тип 24», не указывали. Часто использовалось обозначение «Самолёт И-16 с мотором М-63».

## Общие особенности конструкции

Проекции истребителя И-16 тип 5.

Деревянный низкоплан. Небывало короткий истребитель длиной менее 6 м. Аэродинамический профиль крыла — ЦАГИ P-II толщиной 13 % (профиль широко используется до сих пор на малоскоростных самолётах, вроде Ан-2 и Ан-28).
Левая и правая половины монококового фюзеляжа длиной менее 4 м выклеивались казеиновым клеем из лент берёзового шпона на болванах перпендикулярными слоями шпона толщиной 0,5 мм под углом 45° к продольной оси самолёта. Толщина выклеенной обшивки составляла: между рамами № 1 и № 7 — сверху 5,5 мм, снизу 2,5 мм; в хвостовой части после рамы № 7 — 2 мм. Обшивка крепилась на каркас из 4 лонжеронов, 11 стрингеров и 11 шпангоутов из сосны, ясеня и берёзовой фанеры казеиновым клеем и оцинкованными гвоздями. Места соединений и вырезов усиливались фанерными накладками. Зализ фюзеляжа с крылом тоже выклеивался и присоединялся к фюзеляжу с центропланом. Затем обшивка покрывалась нитроклеем, шпаклевалась, оклеивалась миткалевым полотном, снова шпаклевалась и красилась.
Основные нагрузки нёс центроплан из двух наборных лонжеронов, соединённых трубами, который связывал консоли крыла, фюзеляж и стойки шасси. Обшивка центроплана фанерная, позади сверху дюралюминиевая для возможности ходьбы по ней при посадке в кабину. Фанерная обшивка крыла оклеивалась полотном, которое покрывали несколькими слоями авиационного лака.
Силовой набор хвостового оперения и элеронов выполнен из алюминия. Обшивка рулей полотняная.
Опоры шасси убирались вручную вращением штурвала лебёдки (44 оборота) с тросовой передачей.
Кабина И-16 ранних типов 4 и 5 была закрытой, но затем её сделали открытой из-за плохого обзора, качества остекления, узкого фонаря и несовершенства механизма его открытия.
Использовали моторы М-22 (лицензионный британский Bristol Jupiter), М-25 (лицензионный американский Wright R-1820 Cyclone) и его развития: М-62 и М-63.
По проекту двигатель капотировался кольцом Тауненда, которое на типе 4 сменил капот NACA. А с типа 5 использовали капот Уоттера (предложенный эмигрировавшим в 1920 году в США учеником Жуковского, рижанином Михаилом Ваттером). Исследования в ЦАГИ показали, что этот капот имеет сопротивление большее, чем капот NACA, но в те годы он был в моде и в США, и в СССР. Выхлопные патрубки выводились в отверстия капота, что подсасывало в капот воздух за счёт эжекции.
С 1939 года на И-16 тип 20 (переделанных из И-16 тип 18 и 29) применялись подкрыльевые сбрасываемые топливные баки из фибры ёмкостью по 93 л.

## Техническое описание самолёта И-16 тип 24
Примечание: здесь и далее по тексту даётся орфография того времени (курсивом).
При написании раздела использовалась следующая литература:
- «Техническое описание самолёта И-16 с мотором М-63». Государственное издательство оборонной промышленности, Москва 1941 год. Для служебного пользования.
- «Регламент по технической эксплоатации самолёта И-16 с мотором М-25». Государственное военное издательство Наркомата Обороны Союза ССР. М.,1938 год. Для служебного пользования.

### Планер
Фюзеляж деревянной конструкции.
Силовой каркас фюзеляжа собирался на стапеле и состоял из 11 рам и одной полурамы, четырёх лонжеронов, восьми стрингеров, хромансилевых трубчатых подкосов и раскосов.
Рамы № 1, № 4 и № 11 усиленные, были изготовлены из сплошной берёзовой переклейки, остальные рамы были коробчатой конструкции и обшивались фанерой. К раме № 1 крепилась моторама и дюралевая противопожарная перегородка. Лонжероны — это сосновые бруски прямоугольного сечения.
Обшивка фюзеляжа представляла собой скорлупу, выклеенную на болване из нескольких слоёв берёзового шпона толщиной 0,5 мм. Волокна шпона были расположены под углом 90° один к другому и 45° — к оси самолёта. Обшивка крепилась к каркасу казеиновым клеем и оцинкованными гвоздями, к рамам № 1 и 3 — шурупами.
Внутренняя поверхность фюзеляжа была покрыта одним слоем масляного грунта АЛГ-2 и двумя слоями серой краски АЭ-9. Наружная поверхность фюзеляжа была покрыта слоем нитроклея АК-20, зашпаклёвана шпаклёвкой АШ-22, затем оклеена тканью — маркизет суровый № 164 на нитроклее АК-20 и покрыта алюминиевым нитролаком АПА.

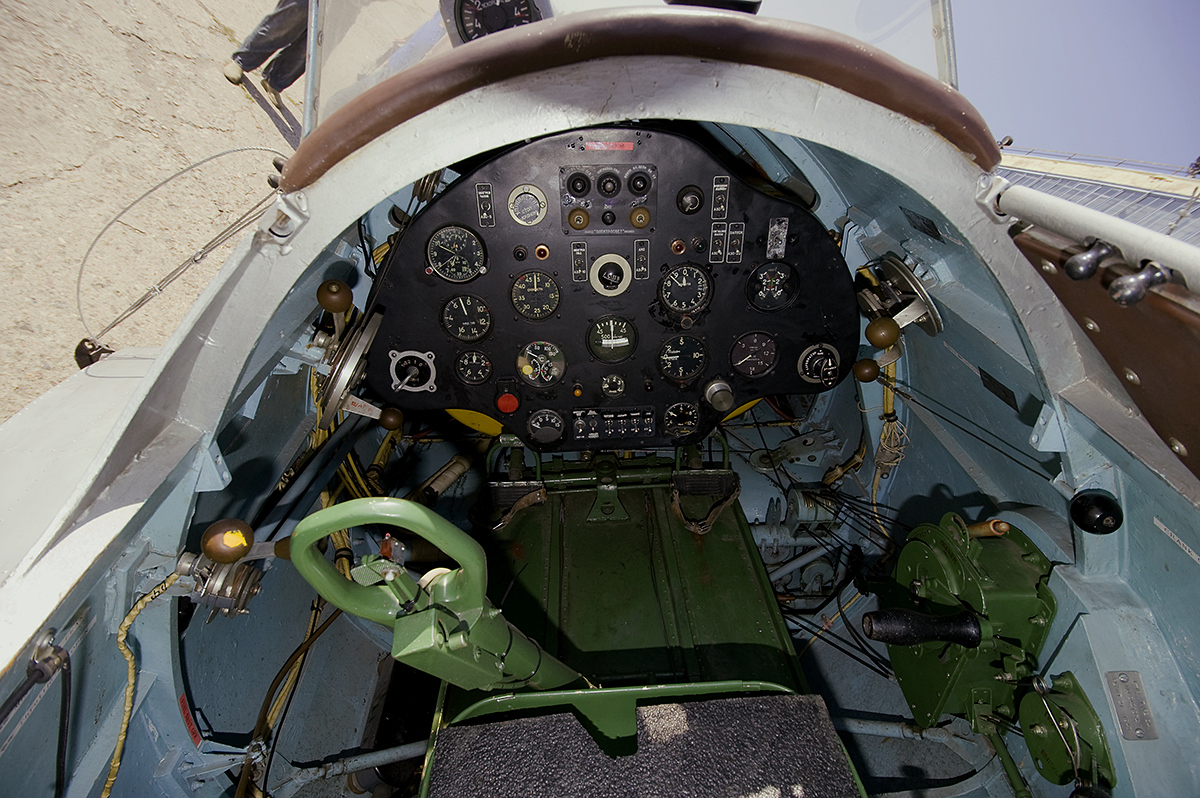
Кабина И-16

Между рамами № 7 и № 8 с правой стороны в обшивке был вырезан люк для установки радиостанции. Крышка люка изготавливалась из листового дюраля толщиной 1,5 мм.
Кабина пилота открытого типа. Пол кабины был выполнен из дюралевого листа. Впереди кабины был установлен плексигласовый козырёк с каркасом из нержавеющей стали. С боков кабины для удобства посадки были сделаны два конструктивно одинаковых откидываемых вбок борта из дюраля. Сиденье лётчика с углублением под парашют было сделано из листового дюралюминия. Сиденье оборудовалось ручным подъёмным механизмом для регулировки под рост лётчика. В боевой обстановке за спинкой сиденья устанавливался бронещит из специальной стали толщиной 8,5 мм.
Центроплан — это основной силовой агрегат планера самолёта, который соединяет консоли крыла, фюзеляж, шасси и моторную раму. Состоял из переднего и заднего лонжеронов, девяти нервюр, четырёх носков, девяти стальных раскосов, двух крестов лент-расчалок и двух листов жёсткости. Центроплан крепился к фюзеляжу на четырёх узлах крепления, на переднем и заднем лонжеронах.
Лонжероны были стальные из хромансилевых труб. Нервюры ферменной конструкции, в основном применялся дюралевый сплав.
Обшивка центроплана была сверху из листов бакелитовой фанеры толщиной 2,5 мм, спереди и снизу из листов дюраля.
По всему размаху центроплана был установлен двухсекционный закрылок. Управление закрылком механическое, механизм установлен в кабине слева сиденья лётчика сзади рамы № 5
Консоли крыла. Каркас каждой консоли состоял из двух лонжеронов, двенадцати нервюр, лент-расчалок, обода крыла и одиннадцати дополнительных полочек сверху. Лонжероны, стальные, остальной каркас — дюралевый. Обшивка крыла полотняная. На задней кромке консоли крепился двухсекционный элерон с полотняной обшивкой.
Между нервюрами № 2 и № 3 была установлена дюралевая балка для крепления подвесного бензобака.
На правой консоли справа и слева от нервюры № 8 могли монтироваться коробчатые ракетодержатели, в этом случае нижняя обшивка между нервюрами № 7 и № 9 выполнялась из листового дюралюминия.
Хвостовое оперение состояло из киля и стабилизатора. Металлический каркас оперения, а также руля поворота и руля высоты обтянут полотняной обшивкой. Передняя кромка киля была снесена влево на 2° по полёту, для компенсации реактивного момента воздушного винта. Это достигается относом переднего узла крепления киля на 30 мм влево от оси симметрии самолёта.

### Шасси
Две убираемые в полёте стойки с колёсами и неубираемый хвостовой костыль. В зимнее время была возможна установка лыжного шасси.
Каждая стойка шасси состояла из собственно амортизационной стойки и двух подкосов. Амортизатор был газомасляный, заряжался сухим воздухом до давления 35 атм. и заполнялся спиртоглицериновой смесью (глицерин — 85 %, спирт — 15 %) в объёме 310 см³.
На каждой стойке было установлено по одному тормозному колесу 700х150. Каждое колесо снабжено камерой с покрышкой, давление накачки воздухом в пределах от 3 до 3,5 атм.
Тормоза были колодочного типа, с механическим тросовым приводом от педалей ножного тормоза. Позволяет тормозить отдельно левым и правым колесом шасси. При пробе двигателя тормоза обеспечивают торможение самолёта без подкладок под колёса (упорных колодок) при оборотах мотора до 1200 об/мин.
Механизм уборки шасси — механический тросовый подъёмник в кабине лётчика, установлен на правом борту кабины у рамы № 5.
Хвостовой костыль неубираемый, подрессоренный. Нижняя вилка костыля оснащена цельным дюралюминиевым колесом. Амортизатор костыля газомасляный. Более ранние версии самолёта имели костыль с резиновым амортизатором и без костыльного колёсика, со сварной пяткой, работающей на скольжение.

### Система управления
Управление рулём высоты и элеронами осуществлялось при помощи ручки в кабине лётчика, перемещения которой передаются системой жёстких тяг и качалок на рули. Управление рулём поворота — педалями путевого управления, перемещения передаются тросовой проводкой на шкивах.

### Винтомоторная группа
На различные серии самолёта И-16 устанавливались моторы воздушного охлаждения следующих типов: М-22, М-25А, М-25В, М-62, М-62Р, М-62ИР, М-63.
Мотор М-22 — лицензионная версия британского 9-цилиндрового однорядного звёздообразного мотора Bristol Jupiter, лицензию на производство которого СССР купил у французской компании Гном-Рон (фр. Gnome et Rhône) и где этот мотор выпускался под собственным именем «Гном-Рон Юпитер 9Aq» . В СССР производство М-22 было налажено на Запорожском заводе № 29 в 1928 году. Для внедрения в серию мотора М-22 в 1930 году при заводе был организован опытно-конструкторский отдел. Постановлением Совета труда и обороны СССР № С-50сс от 10.05.1935 года была утверждена цена за один мотор М-22 — 19,7 тыс. руб.
Линейка моторов М-25, М-62, М-63 — это всё развитие американского 9-цилиндрового двигателя Wright R-1820-F3. Производство этого мотора, получившего в СССР индекс М-25, было организовано на Пермском заводе № 19. В соответствии с постановлением СТО № 130сс от 15.12.1933 года планом на 1934 год предусматривалась сборка первых 50 моторов из импортных комплектующих. Для сопровождения серийного производства М-25 и его дальнейшего совершенствования при заводе было организовано опытно-конструкторское бюро гл. конструктора А. Д. Швецова (по пр. № 14/108 от 1.04.1934 г. он был назначен начальником ОКБ). За освоение производства мотора М-25 завод № 19 был награждён орденом Ленина. Стоимость одного мотора М-25 — 52 тыс. руб.
Дальнейшем развитием М-25 стал мотор М-62. Этот мотор разрабатывался после изучения советскими специалистами конструкции американского 14-цилинрового звездообразного мотора Pratt & Whitney R-1830 Twin Wasp, который устанавливался на пассажирский самолёт Douglas DC-3, лицензию на производство которого СССР купил в 1936 году. Основным отличием М-62 от М-25 стала установка двухскоростного нагнетателя. Постановлением СТО № С-14сс от 27.02.1935 года был установлен срок предъявления мотора М-62 на государственные испытания — 1 января 1936 года. В соответствии с постановлением Правительства СССР № 223сс от 10.09.1938 г. и приказом № 381сс от 29.09.1938 г. в сентябре завод № 19 должен был изготовить опытную партию моторов М-63.
Описание ВМГ с мотором М-63:
Мотор М-63 — карбюраторный девятицилиндровый звездообразный мотор воздушного охлаждения с двухскоростным центробежным нагнетателем. Основные характеристики:
- диаметр цилиндра, мм — 155,5
- ход поршня, мм — 174,5
- рабочий объём всех цилиндров — 29,8 литра
- степень сжатия — 7,2±0,1
- Мощность мотора взлётная[Комм. 3] — 1100 л. с., при 2300 об/мин
- Номинальная мощность мотора у земли[Комм. 4] — 930 л. с.
- Мощность мотора на 1-й скорости нагнетателя на расчетной высоте 1800 м — 1000 л. с.
- Мощность мотора на 2-й скорости нагнетателя на расчетной высоте 4500 м — 900 л. с.
- Эксплуатационная земная мощность — 837 л. с.
- Максимально допустимые обороты мотора на пикировании, не более 30 сек — 2500 об/мин
- Расход топлива на взлётном режиме, г/л. с.ч. — 305
- Топливо основное — этилированный бензин 3Б-78 или Б-95 (американский).
- Топливо резервное — 4Б-70
- Моторное масло, сорт — МС, МК (летом); МЗ, МЗС (зимой)
- Расход масла на номинальном режиме работы — 12 кг/час

Агрегаты двигателя:
- карбюратор с автоматическим высотным корректором АК-25-4ДФ или АК-63-ТК
- вакуумнасос — АК-2
- регулятор постоянного давления (наддува) РПД-1
- бензонасос БНК-6
- генератор постоянного тока ГС-350 или ГС-1000.
- инерционный стартер — РИ-12 или РИ-24 (зависит от напряжения бортовой сети с-та)
- магнето БСМ-9 (2 шт.)
- свечи ВГ-12

Вес и габариты:
- сухой вес мотора — 515 кг
- габариты мотора без генератора и самопуска
  - длина 1100 мм
  - диаметр 1375 мм

Запуск мотора в аэродромных условиях штатно производится от аэродромного источника электроэнергии, который раскручивает маховик Эклипса (электроинерционный стартёр) до 10000-12000 об/мин. Также можно было запускать мотор от бортового аккумулятора, помогая внешней ручкой раскручивать маховик, или вообще без использования электропитания, раскручивая маховик только вручную от ручки. В крайнем случае возможна раскрутка винта мотора от аэродромного автостартёра, для чего на коке винта имелась храповая втулка.
На самолётах с мотором М-25В или М-62 устанавливался один из типов воздушных винтов: ВВ-1, АВ-1, ВФШ-25У, допускалась установка В-25, В-25У или ВФШ-25А.
На самолёте И-16 с мотором М-63 применялся двухлопастной воздушный винт с автоматически изменяемым шагом типа АВ-1 (или ВВ-1), углы установки лопастей от 17 до 47 градусов (в дальнейшем угол ограничили 43°), с автоматическим регулятором постоянных оборотов Р-2. Винт тянущий правого вращения, диаметр — 2,8 метра, полный вес — 73 кг. Система регулирования шага винта — гидравлическая.
Отличие мотора М-62ИР от мотора М-62:
Мотор М-62ИР был оборудован инерционным стартером и редуктором винта со степенью редукции 11/16, при этом отсутствовала двухскоростная передача к нагнетателю; разные карбюраторы.
Отличие мотора М-63 от мотора М-62:
- на коленчатый вал установлен передний противовес
- поршень увеличен по высоте на 5,2 мм; толщина донышка поршня увеличена на 3 мм
- вес поршня мотора М-63 на 240 гр больше, чем поршень мотора М-62
- роликовый подшипник рычага клапана выхлопа (на М-62) заменён на игольчатый.

### Топливная система
На самолёте между рамами № 1 и № 4 фюзеляжа был установлен один внутренний центральный бензобак ёмкостью 260 литров. Бак цельносварной из материала АМц и обтянут снаружи протектором. На отдельные варианты самолёта под консолями могли устанавливаться два внешних подвесных бензобака из фибры и фанеры, ёмкостью по 93 литра каждый. Бензиномер поплавкового типа измерял количество горючего только в центральном баке. При наличии подвесных баков горючее из них вырабатывается в первую очередь, после чего пустые баки можно сбросить.
В качестве топлива применялась топливная смесь, так называемый свинцовый бензин , который состоял из авиационного бензина и «Продукта В-10», смешиваемого в пропорции от 1 до 4,5 г этиловой жидкости на 1 кг бензина. Количество добавляемого «Продукта В-10» прямо влияет на детонационную стойкость бензина и зависит от типа мотора.

### Электрооборудование
Бортовая сеть на самолёте была двухпроводная без заземления, на 27 вольт постоянного тока. Источник электроэнергии в полёте — генератор постоянного тока (повышенной мощности) типа ГС-10-350 (27,5 вольт), установленный на моторе, с регуляторной коробкой РК-12-350. Для электропитания на земле применяется бортовая кислотная аккумуляторная батарея 12А-5 (24 вольта, 5 ампер часов). После запуска мотора бортовая аккумуляторная батарея может быть снята с самолёта и полёт выполнен без неё.
Для запуска мотора использовался наземный источник электроэнергии — внешняя аккумуляторная батарея большой ёмкости, которая подключалась к бортовой сети посредством разъёма в районе мотора.
Электропроводка на самолёте была выполнена проводами ЛПРГС, собрана в жгуты и обмотана миткалевой лентой. Все жгуты закреплены алюминиевыми хомутами.
Потребители сети (токоприёмники, по терминологии тех лет):
- аэронавигационные огни (два на консолях и хвостовой огонь)
- две лампы кабинного освещения по 5 Вт
- обогрев трубки Пито и обогрев часов
- обогрев пулемётов
- электрический запуск мотора
- электрооборудование фотокинопулемёта ПАУ-22 (при наличии)
- электропуск ракет (при наличии)
- аппаратура для радийного варианта самолёта (при наличии)

### Радиооборудование
На все самолёты выпуска первого полугодия 1940 года была возможна установка радиостанции РСИ-3 «Орёл», для чего за сиденьем лётчика были предусмотрены кронштейны крепления.
Часть самолётов И-16 N-24 выпуска 1940 года были оборудованы приёмной радиоустановкой РСИ-4 «Сокол». На самолёте радиоприёмник установлен под приборной доской в ногах лётчика. Этот приёмник рассчитан на приём телефоном 5 фиксированных волн с возможностью плавной подстройки в пределах одной волны. Для питания приёмника за сиденьем лётчика монтировалась упаковка питания, включающая две анодные батареи БАС-МГК, соединённые последовательно (общее напряжение 120 вольт), и накальный аккумулятор 2-НКН-10 (2,5 вольта). Элементы питания радио после каждого полёта с самолёта снимались.

## Основные модификации

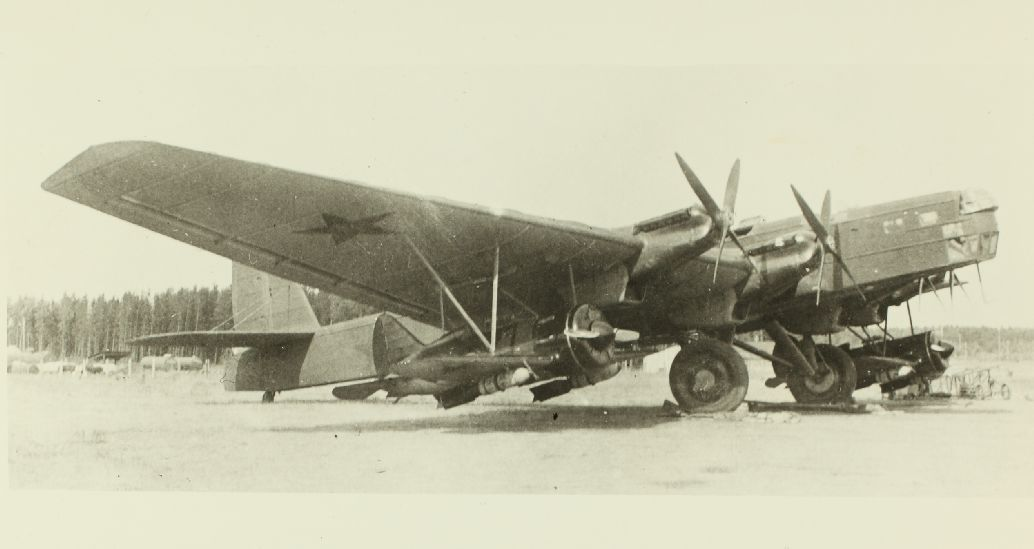
ТБ-3-4АМ-34ФРН с истребителями И-16 на подвеске (Звено Вахмистрова)

- И-16 тип 4 — двигатель М-22 мощностью 480 л. с. Вооружение два пулемёта ПВ-1 калибра 7,62 мм в крыле. С 1935 года два пулемёта ШКАС. Выпускался весь 1935 год до весны 1936 года (около 400 машин)[7]. Не экспортировался.
- И-16 тип 5  — двигатель М-25 мощностью 725 л. с. Внешние отличия от типа 4 — иное капотирование двигателя, на винте кок и храповик для запуска. С июля 1935 в серии. В 1936—1937 годах был самым массовым. Применялся в Испании, где зачастую модернизировался установкой кустарной бронеспинки.
- И-16 тип 6 — по опыту боёв в Испании добавлен синхронный пулемёт под двигателем, маслорадиатор и бронеспинка. От фонаря отказались по требованию лётчиков, построен небольшой серией для Испании. Транспорт в Испанию с ними потопили.
- И-16 тип 10 — на основе работ для типа 17, пушечного, доводка которого затянулась. Двигатель М-25В в 750 л. с., вооружение 4 ШКАСа из которых 2 синхронных над двигателем с 650 патронами на ствол. Взлётная масса выросла до 1700 кг. Мог применять убираемые лыжи (ранее их не убирали), прижимавшиеся почти вплотную к центроплану. Строился очень крупной серией в СССР, лицензионная сборка создана в Испании. Несколько самолётов оснащены американскими двигателями большей высотности. Появился в Испании почти одновременно с Bf.109D, вооружение которого тоже кратно усилено, но слабее четырёх ШКАСов.
- И-16 тип 12 — модификация тип 5 с крыльевыми пушками ШВАК.
- И-16 тип 15 (УТИ-4) — самая многочисленная серия невооружённого двухместного учебного самолёта, двигатель М-25А.
- И-16 тип 17 — на основе тип 5, схож с тип 10, но вместо крыльевых 7,62-мм ШКАС 20-мм ШВАК (по 150 снарядов на ствол).
- И-16 тип 18 — модификация с двигателем М-62 с двухскоростным нагнетателем и винтом ВИШ-6А (2 положения шага). Видимое отличие — хвостовой костыль заменён на колесо. Тип строился в больших количествах. Улучшилась продольная устойчивость на виражах и петлях, самолёт стал менее чувствителен к перетягиванию ручки на посадке. Вооружение 4 ШКАС с 3100 патронами. Идея возникла в действующих частях во время боевых действий на Халхин-Голе. Поступившие ремкомплекты для И-153 стали толчком для такой переделки. Самолёт показал хорошие лётные данные и после небольших модификаций рекомендован в серию.
- И-16 тип 20 — доработка тип 18 с возможностью подвески под крылом сбрасываемых топливных баков.
- И-16 тип 24 — развитие тип 18. Конструкция кое-где усилена. Устанавливался М-62 и новый М-63. Между лонжеронами введена под полотном 3-мм фанерная обшивка, что значительно уменьшило наблюдавшееся кручение крыла. Внедрены 2 подвесных бака на 200 л (кроме основного на 254л) Винты: для М-62 — АВ-1, для М-63 — ВВ-1. Вооружение — 4 пулемёта ШКАС. До 6 РС-82 под крылом. До 500 кг бомб. Взлётная масса достигала 2050 кг.
- И-16 тип 27 — развитие тип 17 заменой двигателя.
- И-16 тип 28 — разновидность тип 24, на которой вместо крыльевых пулемётов пушки ШВАК.
- И-16 тип 29 — как тип 24, вооружение 2 синхронных ШКАС и 1 БС калибра 12,7 мм.

| Год начала производства                                         | 1934     | 1937     | 1936     | 1936            | 1937           | 1938      | 1939      | 1939           | 1939      | 1939           | 1940        |
| Номер «типа» головного для И-16 завода № 21                     | 4        | 15 УТИ-4 | 5        | 12 И-16П        | 17             | 10        | 18        | 27             | 24        | 28             | 29          |
| --------------------------------------------------------------- | -------- | -------- | -------- | --------------- | -------------- | --------- | --------- | -------------- | --------- | -------------- | ----------- |
| На основе типа                                                  | ЦКБ-12   | 5        | 4        | 5               | 5              | 17        | 17        | 17             | 18        | 24             | 24          |
| Двигатель                                                       | М-22     | М-25А    | М-25А    | М-25А           | М-25В          | М-25В     | М-62      | М-62           | М-63      | М-63           | М-63        |
| Мощность, л. с.                                                 | 480      | 730      | 730      | 730             | 750            | 750       | 1000      | 1000           | 1100      | 1100           | 1100        |
| Экипаж, чел.                                                    | 1        | 2        | 1        | 1               | 1              | 1         | 1         | 1              | 1         | 1              | 1           |
| Длина, м                                                        | 5,86     | 5,985    | 5,985    | 5,985           | 6,074          | 6,074     | 6,074     | 6,074          | 6,13      | 6,13           | 6,13        |
| Размах крыла, м                                                 | 9,0      | 9,0      | 9,004    | 9,004           | 9,004          | 9,004     | 9,004     | 9,004          | 9,004     | 9,004          | 9,004       |
| Высота, м                                                       | 3,25     | 3,25     | 3,25     | 3,25            | 3,25           | 3,25      | 3,25      | 3,25           | 3,25      | 3,25           | 3,218       |
| Площадь крыла, м²                                               | 14,5     | 14,5     | 14,5     | 14,5            | 14,5           | 14,5      | 14,5      | 14,5           | 14,5      | 14,5           | 14,5        |
| Масса пустого самолёта, кг                                      | 961      | 1156     | 1119     | 1160            | 1426           | 1327      | 1434      | 1336           | 1490      | 1403           | 1547        |
| Масса снаряжённого, кг                                          |          | 1353     |          |                 |                |           |           |                | 1751      |                | 1776        |
| Масса взлётная, кг                                              | 1354     | 1458     | 1508     | 1718            | 1810           | 1716      | 1830      | 1808           | 1941      | 1988           | 1966        |
| Масса полезной нагрузки, кг                                     |          | 342      |          |                 |                |           |           |                | 451       |                | 419         |
| Масса топлива, кг                                               |          | 105      |          |                 |                |           |           |                | 190       |                | 190         |
| Скорость у земли, км/ч                                          | 346      | 398      | 390      | 393             | 385            | 398       | 413       |                | 410       | 427            | 419         |
| Скорость, км/ч на высоте, м                                     | 362 2000 | 450 2800 | 445 2700 | 431 2400        | 425 2700       | 448 3160  | 461 4400  |                | 462 4700  | 463 2000       | 470 4480    |
| Посадочная скорость, км/ч                                       | 107      | 118      | 117      | 129             | 131            | 126       | 132       | 131            | 130,5     | 150            | 131         |
| Практическая дальность, км                                      | 680      | 364      | 540      | 520             | 417            | 525       | 485       | 458            | 440       |                | 440         |
| Практический потолок, м                                         | 7440     | 8960     | 9100     | 8240            | 8240           | 8270      | 9300      |                | 9700      | 9950           | 9800        |
| Скороподъёмность, м/с                                           | 11,4     | 14,8     | 14,2     | 11,5            | 11,5           | 14,7      | 17,2      |                | 14,7      | 15,6           | 14,7        |
| Набор 3000 м, мин.                                              | 4,4      | 3,38     | 4,0      | 4,36            | 4,36           | 3,4       | 2,9       |                | 3,4       | 3,2            | 3,3         |
| Набор 5000 м [5400 м], мин.                                     | 9,9      | 6,39     | [7,7]    | 8,9             | 8,9            | 6,9       | 5,4       |                | 5,2       | 5,55           | 5,8         |
| Время виража, с                                                 | 12-14    | 16-18    | 14-15    | 16-17           | 17-18          | 16-18     | 17        | 17-18          | 17-18     | 17-19          | 16-17       |
| Разбег, м                                                       |          | 248      | 220      | 275             | 280            | 260       | 210       | 230            | 260       | 210            |             |
| Пробег [без закрылков и тормозов], м                            |          | 278      | 200      | [395]           | [405]          | 288       | [475]     | [405]          | 300       | 240            |             |
| Нагрузка на крыло, кг/м²                                        | 93,1     | 100      | 103,5    | 118             | 124            | 118       | 125       | 124,2          | 133       | 136,5          | 135         |
| Пулемёты и пушки. Число (в фюзеляже)×тип, число с «+» — в крыле | +2×ПВ-1  | нет      | +2×ШКАС  | +2×ШКАС +2×ШВАК | 2×ШКАС +2×ШВАК | 2 +2×ШКАС | 2 +2×ШКАС | 2×ШКАС +2×ШВАК | 2 +2×ШКАС | 2×ШКАС +2×ШВАК | 2×ШКАС 1×БС |
| Произведено самолётов                                           | 555      | 3184     | 2859     | 22              | 341            | 934       | 1322      | 352            | с тип 18  | с тип 27       | 650         |
| Тип                                                             | 4        | УТИ-4    | 5        | 12              | 17             | 10        | 18        | 27             | 24        | 28             | 29          |

По заводским сводкам:
- 6320 боевых с пулемётами винтовочного калибра ПВ-1, ШКАС и крупнокалиберным БС.
- 715 с парой 20-мм авиапушек ШВАК в крыле (тип 12 — 22, тип 17 — 341, тип 27 и 28 — 352).
- 3233 невооружённых двухместных учебных тип 14 УТИ-2 (49), тип 15 УТИ-4 (3184).
- Кроме того ГУАП/НКАП было принято 24 самолёта, включая испытательные, а также те, чья принадлежность к модификациям не установлена.
- Весной 1935 года 5 невооружённых самолётов выпустили на заводе № 39 для пилотажной группы «Красная пятёрка».

## Боевое применение

И-16 над Кремлём на плакате 1930-х годов

- 1936 — гражданская война в Испании. СССР продал республике сотни истребителей И-15 и И-16. Часть их собрали в Испании. Мятежники применяли истребители Heinkel He 51, Fiat CR.32, Bf.109B, а с 1938 года Bf.109D (до появления которых лётчики на И-16 имели заметное преимущество в воздушных боях[9]). В испанской печати И-16 принимали за проект, основанный на «Боинг»[источник не указан 561 день]. Франкисты называли И-16 — Rata (крыса), а республиканцы — Mosca (муха)[источник не указан 561 день]. В Испании оказалось от 293 до 422 И-16 советской и испанской сборки. Для проекта И-16 итоги боевого опыта явно неоднозначны. Руководство ВВС РККА возобновило, спустя год, производство И-15, заказало И-153 и множество проектов бипланов для их замены, создание которых длилось до вторжения немцев в СССР. Повлияла эта война на кратное усиление вооружения всех советских истребителей, и И-16. Наконец, руководство ВВС и некоторых КБ лишено свободы и расстреляно во время этой войны.
- 1937 — Вторая японо-китайская война. Поставки И-16 гоминьдановскому Китаю составили до 1941 года 215 самолётов. Неофициальное название советского истребителя в Китае: «Яньцзы» (燕子) — «Ласточка». В Китае и Маньчжурии основным противником И-16 были японские монопланы Mitsubishi A5M и Nakajima Ki-27.
- 1938 — Хасанские бои. 6 августа 25 И-16 и 30 И-15 сопровождали 41 ТБ-3РН во время бомбардировки высоты Заозёрная.
- 1939 — Советско-японский конфликт на Халхин-Голе. Воздушные бои значительно превзошли по размаху недавнюю гражданскую войну в Испании. К тому же, ВВС РККА принимали непосредственное участие и с полностью новым руководством. Согласно доктрине, скоростные И-16 поднимались на перехват с манёвренными истребителями-бипланами И-15. По замыслу, И-16 должны были догонять и сковывать воздушным боем противника до подлёта бипланов, на которые возлагалась задача его окончательного уничтожения. Японские Ki-27 и A5M оказались серьёзным соперником для всех советских истребителей. В боях потеряно 88 И-16, 56 И-15, 45 СБ, 16 И-153 и 2 Р-5, (всего 207 самолётов против 164 японских).[10] Японские ВВС действовали наступательно, но значительно меньшими силами.
- 1939 — Польский поход РККА.
- 1939—1940 — Зимняя война. В ВВС Финляндии имелось лишь 39 истребителей Fokker D.XXI, которые концентрировались на защите городов от бомбардировщиков. И-16 теряли не в воздушных боях, а в авариях, главным образом, из-за мороза, к которому были плохо подготовлены.[11]
- 1941 — Великая Отечественная война. И-16 массово производились до самого начала войны, некоторые части СССР вооружены ими до 1945 года. Истребитель устарел, лишь опытные лётчики могли противостоять немецким истребителям и бомбардировщикам. Многие лётчики-асы начали счёт именно на них. И-16 и И-153 «Чайка» были основой истребительной авиации СССР до освоения новых типов советских и зарубежных истребителей в 1942 году. Высокая аварийность И-16 сохранилась и после начала войны.

## Оценка проекта
|                          | Boeing P-26A (Model 266)  | Boeing Model 273          | Поликарпов И-16 тип 5            |
| ------------------------ | ------------------------- | ------------------------- | -------------------------------- |
| Год производства         | 1934                      | 1933                      | 1936                             |
| Размах крыла, м          | 8,52                      | 8,97                      | 9,00                             |
| Длина, м                 | 7,19                      | 7,65                      | 5,99                             |
| Высота, м                | 3,06                      | 2,34                      | 3,25                             |
| Площадь крыла, м²        | 13,89                     | 19,79                     | 14,54                            |
| Двигатель                | Pratt & Whitney R-1340-27 | Pratt & Whitney R-1340-35 | М-25А (Wright Cyclone R-1820-F3) |
| Мощность, л. с.          | 600                       | 575                       | 730                              |
| Масса самолёта, кг       |                           |                           |                                  |
| — пустого                | 997                       | 1135                      | 1119                             |
| — взлётная               | 1340                      | 1483                      | 1508                             |
| Скорость на высоте, км/ч | 377                       | 389                       | 445                              |
| Скороподъёмность, м/мин. | 719                       | —                         | 850                              |
| Практический потолок, м  | 8350                      | 7376                      | 9100                             |
| Дальность, км            | 579                       | —                         | 540                              |
| Пулемёты                 | 12.7-мм и 7,62-мм         | 2×7,62-мм                 | 2×7,62-мм                        |

## Эксплуатанты
- ВВС РККА — 10 292 самолётов
- Испанская республика — всего ВВС Испанской республики получили от 293 до 422 самолётов, поставленных из СССР и 14 самолётов собственной сборки, в 1937 году СССР предоставил Испанской республике лицензию на производство И-16[12]
- ВВС Испании — 52 трофейных самолёта. Последние И-16 были сняты с вооружения ВВС Испании в 1953 году[13].
- ВВС Гоминьдана — не менее 82 самолётов советской постройки, около 32 собственных копий
- Люфтваффе — несколько трофейных машин эксплуатировались как тренировочные, также передавались союзнику — Финляндии
- ВВС Финляндии — 7 трофейных самолётов
- ВВС Королевства Румыния — 1 трофейный тип 29 использовали в качестве противника в учебных боях для подготовки лётчиков
- ВВС Монголии — 30 самолётов

## Сохранившиеся экземпляры и реплики

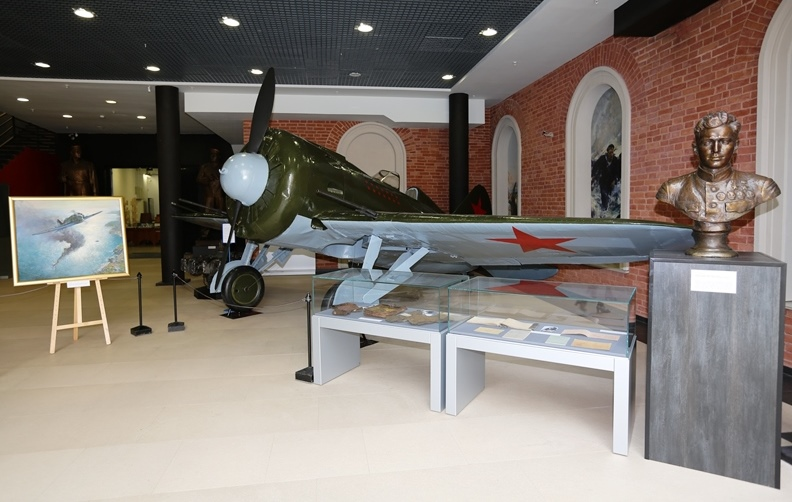
И-16 Б. Ф. Сафонова в Центральном военно-морском музее

Сохранилось несколько экземпляров И-16, также существует большое количество макетов и реплик самолёта.
- И-16 тип 28 № 2821З95, находится в Центральном военно-морском музее, г. Санкт-Петербург. На самолёте летал дважды Герой Советского Союза Б. Ф. Сафонов[14][15]. В 2012 году при переезде музея самолёт упал с высоты 4-5 метров и был сильно повреждён, но впоследствии восстановлен[16][17].
- И-16 тип 5 № 5210708, находится в музее В. П. Чкалова, г. Чкаловск[14][18].
- И-16 тип 5 № 521А124 экспонируется в музее ВВС Северного флота в п. Сафоново[19]. Данный самолёт найден в 1980 году в 55 км от Мурманска и восстановлен[14].
- УТИ-4 находится в финском музее авиации[англ.], г. Хельсинки[14][20].
- Часть обломков и деталей И-16 сохраняются местными жителями в лесу близ микрорайона Коренёво, на территории мемориальной могилы военного лётчика Ивана Круглова, сбитого в 1941 году.

В начале 90-x новозеландские предприниматели Тим Уоллис и Рэй Мэлквин занялись поиском в России мест крушений самолётов. Итогом стала находка обломков шести И-16, сбитых в 1941−1942 годах. Остатки (использовалась фактически лишь часть приборов) были перевезены в Новосибирск на авиационный завод, где были построены реплики самолётов. Установили мотор АШ-62ИР самолёта Ан-2. Скорость и скороподъёмность оказались хуже ввиду несоответствия винта.
После лётных испытаний шесть И-16 (вместе с тремя И-153) доставлены в Новозеландский музей летчиков-истребителей в Ванаке. Позднее часть перепродана в США и Испанию:
- Самолёты ZK-JIN, ZK-JIO остались в Ванаке (Новая Зеландия).
- ZK-JIP (N30425) продан в 2002 году музею ВВС[англ.] в Мидланде (Техас, США).
- ZK-JIQ (N7459) продан в 1998 году в коллекцию Flying Heritage[англ.] в Сиэтле (США).
- ZK-JIR (N1639P) продан в 2003 году фирме[англ.] из Верджиния-Бич (Вирджиния, США).
- ZK-JJC (EC-JRK) продан в 2005 году Fundación Infante de Orleans[исп.] (Испания).

## Память
- Почта СССР в 1978 году выпустила почтовую марку с изображением самолёта И-16.Почтовая марка СССР, 1978

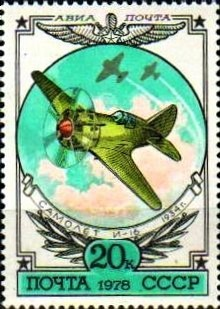
Почтовая марка СССР, 1978

- 1 марта 2012 года Центральный банк Российской Федерации выпустил памятную серебряную монету номиналом 1 рубль серии «История русской авиации», посвящённую И-16[21].Памятная монета Банка России

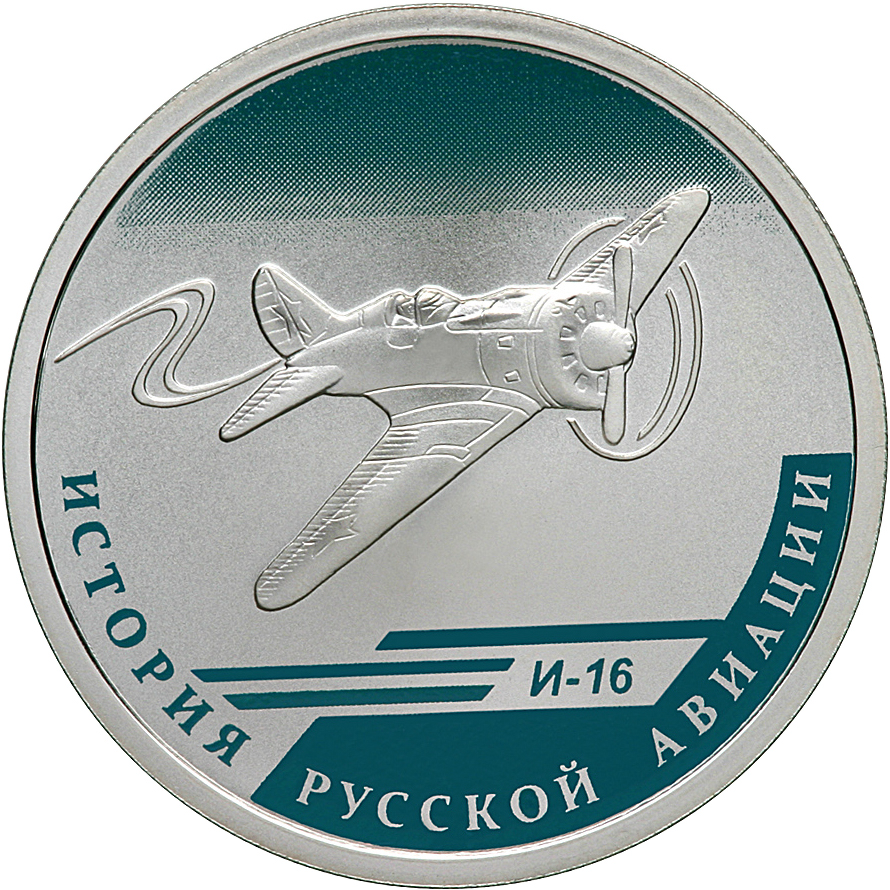
Памятная монета Банка России

- Французская музыкальная премия Prix Constantin[фр.] вручалась в виде модели самолёта И-16.

## И-16 в литературе
В романе Николая Чуковского «Балтийское небо» описаны воздушные бои И-16 против «Мессершмиттов» и «Юнкерсов».
В военных мемуарах Героя Советского Союза Александра Гусева «Гневное небо Испании» описаны воздушные бои И-16 против «Мессершмиттов», «Фиатов» и «Юнкерсов», во время гражданской войны в Испании.
В первой части «Повести о настоящем человеке» Бориса Полевого описывается бой и аварийная посадка на лес главного героя Мересьева на И-16 и посадка лётчика Кукушкина на одно колесо. Видимо, И-16 использован как знак неудач начала войны — прообраз героя Маресьев был сбит на Як-1.
В романе Константина Симонова «Живые и мёртвые» описывается бой советского аса генерала-лейтенанта Козырева на «И-16» с двумя «Мессершмиттами», в котором он успевает сбить первого немца, но потом его сбивает второй — «ястребку» в бою не хватило скорости. Ас вынужден был воевать на устаревшем самолёте, так как все новые самолёты погибли под бомбёжками в первые дни войны, в результате чего бой был проигран, а смертельно раненый Козырев, приняв группу советских бойцов за немцев, застрелился. Давалось понять, что И-16 к тому времени сильно устарел, и даже асы порой не способны были на них противостоять немцам. Также незадолго до этого описывался один из воздушных боёв, в котором сначала упал один немец, но потом рухнули сразу два «ястребка» — предположительно это были те же И-16, которые также носили неофициальные прозвища «ястребков».
В книге «В прицеле — свастика», автор, Герой Советского Союза Игорь Александрович Каберов замечательно описывает полёты и воздушные бои на И-16 в начале войны.
В книге «Всем смертям назло» фронтовой лётчик-истребитель Лев Захарович Лобанов увлекательно рассказывает о подвигах и победах советских пилотов на самолётах И-16 в первые, самые трудные месяцы войны.
Книга Геннадия Семенихина «Над Москвою небо чистое» рассказывает об истребительном авиаполке, защищавшем небо Москвы в 1941 году. Полк на 3/4 был оснащён истребителями И-16, испытывая трудности в схватках с технически более оснащённым противником, и одерживая воздушные победы зачастую за счёт смекалки и героизма лётчиков.
В книге «Сильнее смерти», автор, дважды Герой Советского Союза, Арсений Васильевич Ворожейкин описывает полёты и воздушные бои на И-16 в конфликте на Халхин-Голе.
В книге Евгения Фёдоровского «Штурмфогель без свастики» советскому пленному пилоту предлагает воздушную дуэль сам Эрнст Удет, генерал-директор Люфтваффе. Ме 109 против И-16. С советского самолёта слито почти всё горючее, а технический персонал аэродрома, беспокоясь за жизнь Удета, специально разряжает пулемёты И-16. Уже будучи в воздухе, советский пилот, понимая, что обречён, направляет свой самолёт на свои же машины, захваченные немцами.
В книге «Крылья крепнут в бою» Василия Фёдоровича Голубева очень подробно рассказано о начальном этапе боёв на И-16 морской авиации Балтийского флота против немецко-фашистских захватчиков и т. н. «белофиннов». Во второй книге «Второе дыхание» показаны моменты переучивания с И-16 на более новые самолёты, но И-16 ещё использовался автором для решения особых боевых задач вполне успешно, причём Голубев побеждал, сбивая на И-16 намного более современные самолёты (такие, как Fw-190).
В документальной повести Череватенко А. Т. «Небо Одессы, 1941-й» непосредственный участник воздушных сражений на «Ишачке» описывает боевые будни начала войны.

## И-16 в кинематографе
- Испытания В. Чкаловым И-16 составили часть сюжета кинофильма «Валерий Чкалов». Эпизод, когда Чкалову с трудом удалось привести в действие заевший механизм шасси, основан на реальном факте[23].
- На И-16 летают персонажи фильмов «Истребители», «Балтийское небо».
- И-16 в основе сюжета советского фильма «Эскадрилья № 5»

## Галерея

И-16 на аэродроме Кампо под Мадридом. 1936 год
И-16 из первой партии, попавшей в Испанию в 1936. 1939
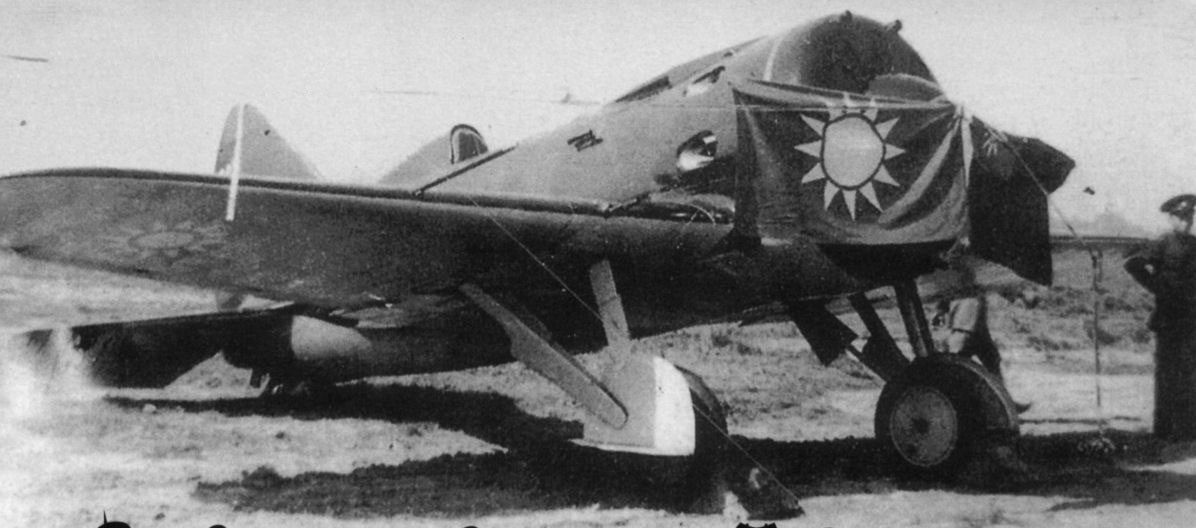
И-16 тип 5 с опознавательными знаками Китайской республики

## Комментарии
1. ↑  Себестоимость на заводе № 21, 1938 год[2]
2. ↑  Первый серийный истребитель с таким шасси — палубный биплан производства США Grumman FF[англ.], а моноплан — двухместный истребитель Consolidated P-30[англ.], прототип которого полетел в сентябре 1931 года, а малая серия заказана в январе 1934 года. В СССР металлический И-14 (АНТ-31) конструктора П. О. Сухого полетел на много месяцев раньше прототипа И-16 — 27 мая 1933 года. Серийный заказ Сухой тоже получил в 1934 году, но освоение растянулось до 1936 года, потому заказ оказался очень мал.
3. ↑  Не более 5 мин
4. ↑  На 1-й скорости нагнетателя